# Aplidium didemniformis
Aplidium didemniformis är en sjöpungsart som beskrevs av Monniot och Gaill 1978. Aplidium didemniformis ingår i släktet Aplidium och familjen klumpsjöpungar. Inga underarter finns listade i Catalogue of Life.